# Стебли (село)
Стебли (укр. Стеблі) — село в Колодяжненской сельской общине Ковельского района Волынской области Украины.
Код КОАТУУ — 0722189003. Население по переписи 2001 года составляет 295 человек. Почтовый индекс — 45043. Телефонный код — 3352. Занимает площадь 2,24 км².